# Bäsinge
Bäsinge är en by belägen vid sjön Bäsingens och Dalälvens södra strand i Folkärna socken i Avesta kommun i de sydligaste delarna av Dalarna. Bäsinge omnämndes för första gången år 1353, då vid namnet Bezninge.  

## Historia
Från 1500-talet har koppar-, järn- och koboltbrytningar periodvis genomförts, de mest kända gruvorna är Sjögruvan nära Bäsingens strand samt Bäsinge koppargruva. Koppargruvan upptäcktes på 1580-talet, år 1600 byggdes en konstledning till gruvan, vilken under början av 1600-talet var 25 m djup och väldigt vattensjuk. Under senare delen av 1600-talet lades den troligen ner. Ett kortlivat försök att återuppta brytning gjordes 1730-1762 av Fredrik Rothoff. Kopparmalmen från Bäsinge koppargruva transporterades till Hanshyttan och dess kopparhytta för nedsmältning, senare garades råkopparen i Avesta. Produktionen kan under gruvans livstid ha uppgått till mer än 100 ton. Efter närmare 200 års stillestånd gjordes nya undersökningar på 1890-talet, då man länsade gruvan. Enligt Tegengren: "...konstaterades, att densamma utgjordes av en stöt av betydande utsträckning, och att sålunda det gamla bergsbruket - såsom även de stora varpen ådagalägga - varit ganska avsevärt". Nya sänkningar utfördes i hopp om förnyad brytning av koboltmalm, men efter några års försöksdrift i mindre skala övergavs gruvan igen.
Ur "Handlingar" går att utläsa: "Bäsinge grufvas koppar blef vid Avesta gårad, till plåtar utsmidd och intill 1715 stämplad med ett krönt B mellan tvänne rosor inom värdestämpeln."
1912 byggdes Bäsinge missionshus av gemensamma bykrafter, vilket såldes 2011 och fram till dess använts och utnyttjats av Bäsinge missionsförsamling. 

## Modern tid
Förutom ett 40-tal bostadshus finns idag även kulturhus, träslöjd samt såg och hyvleri belägna inom byns gränser. 
Under 2015 stoppades verksamheten i byns anrika slakteri (Bertil Eriksson slakteri) efter ett förvärv av Siljans Chark. Av ny arrendator, vilken har lång historik inom slakteriet, återstartades verksamheten 2016 men då med begränsade slakträttigheter i och med villkoret att ej tillåtas slakta nöt. Förestående Siljans Charks konkurs, som inträffade i maj 2020, lades slutligen slakteri och tillhörande inägor till salu under 2019. Den tidigare arrendatorn förvärvade slakteriet vintern 2020 och driver alltsedan slakteriet i egen regi. 
Verksamheten i byns forna missionshus har däremot ökat stadigt sedan det förvärvades 2011. Platsen som missionshuset byggdes på kallas för Humlebacken varvid det nya namnet är Humlebackens kulturhus. I kulturhuset arrangeras årligen ett tjugotal evenemang inkluderande sång, musik, konst och lyrik. Humlebacken huserar även hem för körcentrum Dalarna, Körkurbits, vilken anordnar körkonserter, seminarium och kursverksamhet. Kursverksamheten genomförs tillsammans med studieförbundet Bilda och Sveriges Körförbund.
Ångbåten S/S Bäsingen har sedan 2016 Bäsinge och Bäsingens södra strand som hemmahamn. Ångbåten är sommartid tillgänglig för såväl privat som öppen turåkning.

## Nedre Dalälven biosfärområde
Bäsinge och dess tillhörande skog, mark och vatten är sedan 2011 förklarat som biosfärområde i Unescos Man and the Biosphere Programme (MAB) på grund av de unika och rika natur- och kulturmiljöerna i området. Ett exempel som gör området unikt är jordbruksmarken från tidig medeltid som fortfarande är ett öppet kulturlandskap. Ytterligare, i och med Dalälvens närvaro bildas Limes Norrlandicus, den biologiska Norrlandsgränsen, vilken skapar ett tydligt möte mellan nord och syd som inte går att finna på annat håll. Biosfärområden nomineras av regeringen och godkänns av Unesco. Idag finns det fem biosfärområden i Sverige och över 600 biosfärområden internationellt.